# Emil Brix

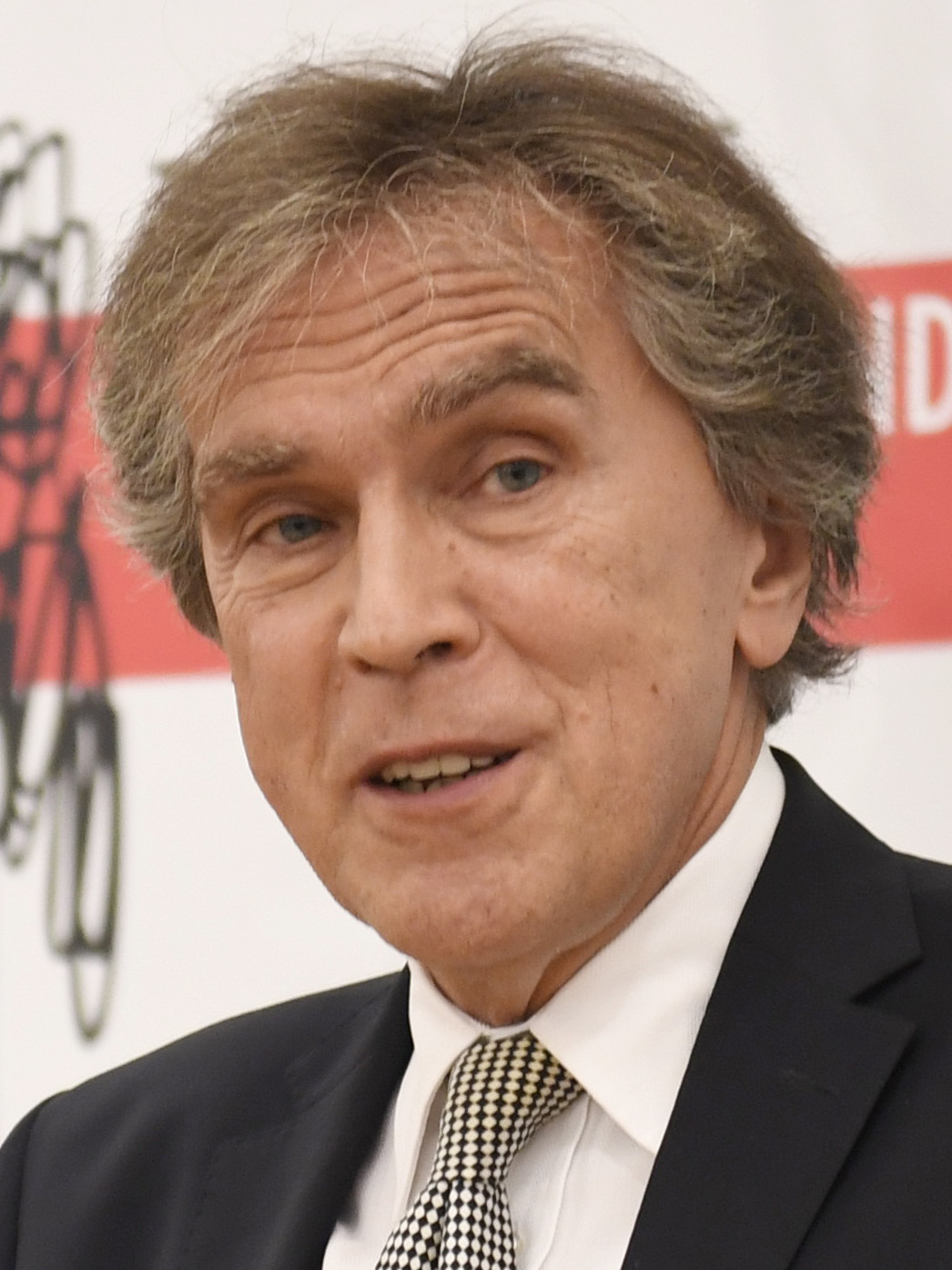
Emil Brix (2019)

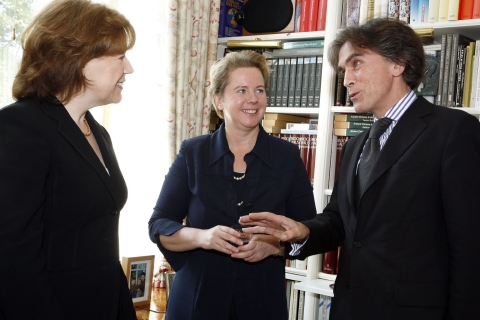
Emil Brix mit Rita Kieber-Beck (links) und Prinzessin Maria-Pia Kothbauer (2006)

Emil Brix (* 16. Dezember 1956 in Wien) ist ein österreichischer Diplomat, Kulturpolitiker und Historiker.

## Leben
Emil Brix studierte Anglistik und Geschichte an der Universität Wien. Seit 1982 ist er im Diplomatischen Dienst der Republik Österreich tätig. Von 1984 bis 1986 war er Klubsekretär im ÖVP-Parlamentsklub, von 1986 bis 1989 im Ministerbüro des Bundesministers für Wissenschaft und Forschung Hans Tuppy.
Von 1990 bis 1995 war er Generalkonsul in Krakau, von 1995 bis 1999 Direktor des Österreichischen Kulturinstitutes in London. Bis Anfang 2010 war er Leiter der Kulturpolitischen Sektion im Bundesministerium für europäische und internationale Angelegenheiten. Von April 2010 bis Jänner 2015 war Emil Brix Österreichischer Botschafter in London. Am 19. Jänner 2015 trat Emil Brix als Botschafter der Republik Österreich in Moskau seinen Posten an.
Emil Brix war Vorstandsmitglied des Instituts für den Donauraum und Mitteleuropa.
Während eines Urlaubs traten Anfang 2012 bei Emil Brix plötzlich starke Lähmungen auf; als Ursache wurde eine Autoimmunerkrankung diagnostiziert, durch die das Rückenmark angeschwollen war und wichtige Nerven abgeklemmt hatte. Nach fast vier Monaten in einem Wiener Spital kehrte er 2012 im Rollstuhl nach London zurück, wo er einen Empfang für die – im Gegensatz zu den Teilnehmern an den eigentlichen Olympischen Spielen sehr erfolgreiche – österreichische Delegation der Paralympischen Spiele gab. Mittlerweile kann Brix mit der Hilfe von Stöcken wieder gehen.
Im Juni 2017 wurde er zum Direktor der Diplomatischen Akademie Wien ab August 2017 bestellt. Mit 1. August 2025 folgte ihm Martin Eichtinger in dieser Funktion nach.

## Auszeichnungen
Am 26. Jänner 2009 wurde Emil Brix vom polnischen Minister für Kultur und Nationales Erbe, Bogdan Zdrojewski, in der Galerie des Internationalen Kulturzentrums in Krakau mit der Gloria-Artis-Medaille für kulturelle Verdienste ausgezeichnet. Die Medaille ist die höchste polnische Auszeichnung, die an herausragende Persönlichkeiten verliehen wird, die sich um die polnische Kultur auf künstlerischem Gebiet oder für den Erhalt des kulturellen Erbes verdient gemacht haben. Er ist auswärtiges Mitglied der Polnischen Akademie der Gelehrsamkeit in Krakau.

## Veröffentlichungen
- mit Erhard Busek: Projekt Mitteleuropa. Ueberreuter, Wien 1986, ISBN 3-8000-3227-9.
- als alleiniger Autor: Die Umgangssprachen in Altösterreich zwischen Agitation und Assimilation: die Sprachenstatistik in den zisleithanischen Volkszählungen 1880 bis 1910 Böhlau, Wien 1982, ISBN 978-3-205-08745-8.
- als Herausgeber mit Urs Altermatt: Schweiz und Österreich. Eine Nachbarschaft in Mitteleuropa (= Buchreihe des Institutes für den Donauraum und Mitteleuropa. Bd. 1). Böhlau, Wien u. a. 1995, ISBN 3-205-98340-8.
- mit Wolfgang Mantl: Liberalismus. Interpretationen und Perspektiven (= Studien zu Politik und Verwaltung. Bd. 65). Böhlau, Wien u. a. 1996, ISBN 3-205-98447-1.
- als Herausgeber mit Lisa Fischer: Die Frauen der Wiener Moderne. Verlag für Geschichte und Politik u. a., Wien u. a. 1997, ISBN 3-7028-0348-3.
- als Herausgeber mit Jürgen Nautz: Zwischen Wettbewerb und Protektion. Zur Rolle staatlicher Macht und wettbewerblicher Freiheit in Österreich im 20. Jahrhundert (= Reihe Civil Society der Österreichischen Forschungsgemeinschaft. Bd. 2). Passagen-Verlag, Wien 1998, ISBN 3-85165-313-0.
- als Herausgeber: Civil Society in Österreich (= Reihe Civil Society der Österreichischen Forschungsgemeinschaft). Passagen-Verlag, Wien 1998, ISBN 3-85165-302-5.
- als Herausgeber mit Sigurd Paul Scheichl: „Dürfen's denn das?“ Die fortdauernde Frage zum Jahr 1848 (= Reihe Civil Society der Österreichischen Forschungsgemeinschaft. Bd. 3). Passagen-Verlag, Wien 1999, ISBN 3-85165-355-6.
- als Herausgeber mit Rudolf Richter: Organisierte Privatinteressen. Vereine in Österreich (= Reihe Civil Society der Österreichischen Forschungsgemeinschaft. Bd. 4). Passagen-Verlag, Wien 2000, ISBN 3-85165-402-1.
- mit Manfred Prisching: Persönliches und Gesellschaftliches. Ein Gespräch mit Peter L. Berger. In: Manfred Pritsching (Hrsg.): Gesellschaft verstehen. Peter L. Berger und die Soziologie der Gegenwart (= Reihe Civil Society der Österreichischen Forschungsgemeinschaft. Bd. 3). Passagen-Verlag, Wien 2001, ISBN 3-85165-479-X, S. 149–163.
- als Herausgeber mit Gerhard Luf und Jürgen Nautz: Das Rechtssystem zwischen Staat und Zivilgesellschaft. Zur Rolle gesellschaftlicher Selbstregulierung und vorstaatlicher Schlichtung (= Reihe Civil Society der Österreichischen Forschungsgemeinschaft. Bd. 5). Passagen-Verlag, Wien 2001, ISBN 3-85165-470-6.
- als Herausgeber mit Jürgen Nautz: Universitäten in der Zivilgesellschaft (= Reihe Civil Society der Österreichischen Forschungsgemeinschaft. Bd. 6). Passagen-Verlag, Wien 2002, ISBN 3-85165-529-X.
- als Herausgeber mit Peter Kampits: Zivilgesellschaft zwischen Liberalismus und Kommunitarismus (= Reihe Civil Society der Österreichischen Forschungsgemeinschaft. Bd. 7). Passagen-Verlag, Wien 2003, ISBN 3-85165-573-7.
- als Herausgeber mit Ernst Bruckmüller und Hannes Stekl: Memoria Austriae. Band 1: Menschen – Mythen – Zeiten. Verlag für Geschichte und Politik u. a., Wien u. a. 2004, ISBN 3-486-56838-8.
- als Herausgeber mit Jürgen Nautz und Klaus Thien: Zivilcourage (= Reihe Civil Society der Österreichischen Forschungsgemeinschaft. Bd. 8). Passagen-Verlag, Wien 2004, ISBN 3-85165-630-X.
- als Herausgeber mit Jürgen Nautz: Taxes, Civil Society and the State. = Steuern, Zivilgesellschaft und Staat (= Reihe Civil Society der Österreichischen Forschungsgemeinschaft. Bd. 9). Passagen-Verlag, Wien 2006, ISBN 3-85165-698-9.
- als Herausgeber mit Jürgen Nautz und Klaus Poier: Die österreichische Verfassungsdiskussion und die Zivilgesellschaft (= Reihe Civil Society der Österreichischen Forschungsgemeinschaft. Bd. 10). Passagen-Verlag, Wien 2006, ISBN 3-85165-702-0.
- als Herausgeber mit Jürgen Nautz, Rita Trattnigg und Werner Wutscher: State and Civil Society (= Reihe Civil Society der Österreichischen Forschungsgemeinschaft. Bd. 11). Passagen-Verlag, Wien 2007, ISBN 978-3-85165-829-3.